# Закарпатский областной совет
Закарпатский областной совет (укр. Закарпатська обласна рада) — представительный орган местного самоуправления, состоящий из депутатов, избранных населением Закарпатской области сроком на пять лет. Совет избирает постоянные и временные комиссии. Областной совет проводит свою работу сессионно. Сессия состоит из пленарных заседаний и заседаний её постоянных комиссий.

## Состав
По результатам местных выборов, прошедших 25 октября 2020 года, в Закарпатский областной совет было избрано 64 депутата.
| — | Партия                   | Руководитель            | Кол-во депутатов | Доля голосов |
| - | ------------------------ | ----------------------- | ---------------- | ------------ |
|   | Родное Закарпатье        | Наталья Шетеля          | 12               | 18,75 %      |
|   | Слуга народа             | Алексей Петров          | 11               | 17,19 %      |
|   | Батькивщина              | Александр Кеменяш       | 8                | 12,50 %      |
|   | Партия венгров Украины   | Василий Брензович       | 8                | 12,50 %      |
|   | Команда Андрея Балоги    | Евгений Мешко           | 7                | 10,94 %      |
|   | Европейская солидарность | Иванна Климпуш-Цинцадзе | 6                | 9,38 %       |
|   | За будущее               | Александр Ледида        | 6                | 9,38 %       |
|   | ОПЗЖ                     | Иван Чубирко            | 6                | 9,38 %       |

По состоянию на август 2025 года, в оппозиции находится 21 из 64 депутатов. Это 6 внефракционных депутатов, 8 депутатов "Партии венгров Украины" и 7 депутатов "Команды Андрея Балоги".

## Список постоянных комиссий[2]
- Комиссия по вопросам бюджета
- Комиссия по вопросам развития бизнеса, производственной инфраструктуры, банковской деятельности и инвестиций
- Комиссия по вопросам трансграничного сотрудничества, развития туризма и рекреации
- Комиссия по вопросам агропромышленного комплекса, развития села, административно-территориального и земельного устройства
- Комиссия по вопросам законности, правопорядка, имущества и приватизации, регламента
- Комиссия по вопросам образования, науки, культуры, духовности, молодёжной политики, физкультуры и спорта, национальных меньшинств и информационной политики
- Комиссия по вопросам здравоохранения
- Комиссия по труду, занятости и социальной защиты населения
- Комиссия по вопросам экологии и использования природных ресурсов

## Руководство совета[3]
- Алексей Петров — председатель областного совета
- Андрей Шекета — первый заместитель председателя областного совета
- Денис Ман — заместитель председателя областного совета
- Юрий Гузинец — управляющий делами исполнительного аппарата областного совета

## Список председателей Закарпатского областного совета[4]
| Фото | Имя                                                           | Годы жизни | Начало срока   | Конец срока    | Примечания |
| ---- | ------------------------------------------------------------- | ---------- | -------------- | -------------- | ---------- |
|      | Михаил Юрьевич Волощук Михайло Юрійович Волощук               | 1934—2017  | апрель 1990    | октябрь 1991   |            |
|      | Дмитрий Фёдорович Дорчинец Дмитро Федорович Дорчинець         | род. 1937  | апрель 1992    | май 1994       |            |
|      | Сергей Иванович Устич Сергій Іванович Устич                   | 1955—2020  | июль 1994      | апрель 1998    |            |
|      | Иван Васильевич Иванчо Іван Васильович Іванчо                 | род. 1946  | апрель 1998    | апрель 2002    |            |
|      | Николай Иванович Андрусь Микола Іванович Андрусь              | род. 1954  | апрель 2002    | апрель 2006    |            |
|      | Михаил Михайлович Кичковский Михайло Михайлович Кічковський   | род. 1947  | апрель 2006    | ноябрь 2011    |            |
|      | Владимир Владимирович Чубирко Володимир Володимирович Чубірко | род. 1976  | ноябрь 2011    | декабрь 2015   |            |
|      | Михаил Михайлович Ривис Михайло Михайлович Рівіс              | род. 1970  | декабрь 2015   | декабрь 2020   |            |
|      | Алексей Геннадьевич Петров Олексій Геннадійович Петров        | род. 1976  | 7 декабря 2020 | 15 ноября 2021 |            |
|      | Владимир Фёдорович Чубирко Володимир Володимирович Чубірко    | род. 1976  | 25 ноября 2021 | н. в.          |            |